# Іштван Швейцер
Іштван Швейцер (угор. Schweitzer István; 25 грудня 1887–1981) був угорським військовим офіцером, який служив командиром 1-ї армії під час Другої світової війни.
Він брав участь у Першій світовій війні та після війни вступив до Угорської армії. У 1939 році начальник прикордонної служби. У січні 1939 року був призначений командиром II корпуса. У лютому 1941 року був призначений командиром 1-ї армії. У серпні 1942 року його змінив генерал Іштван Надей.

## Життя
Іштван Швейцер народився в 1887 в Неметсентпетер, комітат Темеш, у римо-католицькій швабській родині; його батьки були шевці Янош Швейцер та Магдольна Фрізенган. Він виріс в Орошгазі, де закінчив чотири класи громадянської школи, потім з 1902 навчався у Королівської угорської військової академії Гонведу (Надьварад), яку закінчив з відмінними результатами. З 1906 був заступником командира 5-го піхотного полку королівської угорської армії, потім у 1907 став поручиком. У 1910-11 він був слухачем старших офіцерських курсів Угорського Гонведу в Будапешті, а потім до 1914 у Військовій школі у Відні. У 1912 отримав звання обер-лейтенанта. Під час Першої світової війни брав участь в облогах Перемишля як штабний офіцер. З 1915 до початку 1918 був у російському полоні, протягом якого був призначений капітаном. Після повернення додому його відправили на італійський фронт штабним офіцером.